# Велики Гетсби (филм из 2013)
Велики Гетсби (енгл. The Great Gatsby) амерички је филм из 2013. настао по истоименом роману из 1925. Ф. Скота Фицџералда. Режију и сценарио потписује Баз Лурман, док ансамблску поделу улога предводе Леонардо Дикаприо, Тоби Магвајер, Кери Малиган, Џоел Еџертон, Ајла Фишер и Џејсон Кларк.
Радња филма одвија се за време прохибиције 1920-их и прати амбициозног младића Ника Каравеја чији се живот у потпуности мења када упознаје свог суседа, мистериозног милионера Џеја Гетсбија на Лонг Ајленду.
Иако су мишљења критичара била подељена, публика је добро прихватила филм, а чланови Фицџералдове породице су га похвалили рекавши да би „Скот био веома поносан”. Велики Гетсби је остварио добру зараду на биоскопским благајнама и тренутно је најкомерцијалнији Лурманов филм. Такође је освојио два Оскара — за најбољу сценографију и костимографију.

## Радња
Ник Kаравеј, писац у повоју стиже у Њујорк 1922. године, у свет изгубљеног морала, светлуцавог џеза и илегалних продаваца алкохола. Јурећи сопствени амерички сан, Ник упознаје мистериозног милионера Гетсбија и своју очаравајућу рођаку Дејзи. Ник је ускоро увучен у задивљујући свет супербогаташа, њихових илузија, љубави и превара. Као сведок новог света, Ник пише причу о немогућој љубави, неподмитљивим сновима и незаборавној трагедији — осликавајући наше време и наше борбе.

## Улоге
| Глумац            | Улога             |
| ----------------- | ----------------- |
| Леонардо Дикаприо | Џеј Гетсби        |
| Тоби Магвајер     | Ник Каравеј       |
| Кери Малиган      | Дејзи Бјукенан    |
| Џоел Еџертон      | Том Бјукенан      |
| Џејсон Кларк      | Џорџ Вилсон       |
| Ајла Фишер        | Миртл Вилсон      |
| Елизабет Дебики   | Џордан Бејкер     |
| Амитаб Бачан      | Мејер Вулфшим     |
| Џек Томпсон       | др Волтер Перкинс |
| Аделајд Клеменс   | Кетрин            |
| Ричард Картер     | Херцог            |
| Стив Бизли        | Ден Коди          |
| Феликс Вилијамсон | Хенри             |
| Бари Ото          | Бени Макленахан   |